# Славчо Червенков
Славчо Георгиев Червенков е български състезател по борба свободен стил.

## Биография
Роден е на 18 септември 1955 година. През 1980 година на летните олимпийски игри в Москва печели сребърен медал в категория до 100 кг. 2 пъти е европейски вицешампион по борба през 1979 и 1980 година.